# Vézillon
Vézillon ist eine französische Gemeinde mit 234 Einwohnern (Stand: 1. Januar 2022) im Département Eure in der Region Normandie. Sie gehört zum Arrondissement Les Andelys und zum Kanton Les Andelys. Die Einwohner werden Vézillonais genannt.

## Nachbargemeinden
Vézillon liegt etwa 35 Kilometer südöstlich von Rouen an der Seine.
Nachbargemeinden von Vézillon sind Les Andelys im Norden und Osten, Bouafles im Süden sowie Les Trois Lacs im Westen.

## Bevölkerungsentwicklung
| Jahr                      | 1962 | 1968 | 1975 | 1982 | 1990 | 1999 | 2006 | 2013 |
| Einwohner                 | 93   | 117  | 127  | 138  | 181  | 214  | 239  | 260  |
| Quelle: Cassini und INSEE |      |      |      |      |      |      |      |      |

## Sehenswürdigkeiten
- Kirche Saint-Martin aus dem 12. Jahrhundert, Umbauten aus dem 16. Jahrhundert
- Herrenhaus aus dem 17. Jahrhundert, Monument historique